# Андре Алмейда (футболіст, 2000)
Домі́нгуш Андре́ Рібе́йру Алме́йда (порт. Domingos André Ribeiro Almeida; нар. 30 травня 2000, Гімарайнш) — португальський футболіст, півзахисник іспанського клубу «Валенсія».

## Клубна кар'єра

### «Віторія» (Гімарайнш)
Почав займатися футболом в академії клубу «Віторія» (Гімарайнш), до якої приєднався у 9 років. 6 серпня 2016 року дебютував за резервну команду клубу в Другій лізі в матчі проти «Санта-Клари». З 2016 по 2019 роки виступав за «Віторію Б», за яку зіграв 23 матчі.
5 серпня 2019 року дебютував за основний склад «Віторії» в матчі другого раунду Кубка португальської ліги проти «Фейренсі». 8 серпня дебютував в єврокубках, вийшовши на заміну Рошиньї в поєдинку третього кваліфікаційного раунду Ліги Європи УЄФА з «Вентспілсом». 18 серпня вперше з'явився на полі Прімейра-ліги, вийшовши в стартовому складі в матчі проти «Боавішти». 8 вересня забив свій перший гол за «Віторію» в поєдинку з «Ріу Аве».

### «Валенсія»
25 серпня 2022 року перейшов в іспанський клуб «Валенсія», підписавши шестирічний контракт на суму 7,5 млн євро. 4 вересня дебютував за «Валенсію», вийшовши на заміну Ніко Гонсалесу в матчі Ла-Ліги проти «Хетафе». 17 вересня забив свій перший гол за клуб у матчі Ла-Ліги у ворота «Сельти». У своєму дебютному сезоні провів за «Валенсію» 38 матчів і забив 2 голи.
В жовтні 2023 року отримав травму, через яку пропустив близько 5 місяців в сезоні 2023–24, вперше з'явився на полі 17 березня 2024 року в матчі Ла-Ліги з «Вільярреалом». Cвій перший гол у сезоні забив 4 квітня, відзначившись у матчі Ла-Ліги проти «Гранади».

## Кар'єра в збірній
Виступав за збірні Португалії до 15, до 16, до 17, до 18, до 19, до 20 і до 21 року. Влітку 2023 року в складі збірної до 21 року брав участь в молодіжному чемпіонаті Європи 2023 в Грузії та Румунії. На турнірі зіграв 3 матчі групового етапу і забив гол у ворота збірної Нідерландів, а португальці пробились до чвертьфіналу, де поступились англійцям.

## Статистика виступів
Станом на 24 травня 2025
| Клуб                  | Сезон             | Чемпіонат         | Чемпіонат | Чемпіонат | Кубок | Кубок | Кубок ліги | Кубок ліги | Єврокубки | Єврокубки | Інші  | Інші | Всього | Всього |
| Клуб                  | Сезон             | Дивізіон          | Матчі     | Голи      | Матчі | Голи  | Матчі      | Голи       | Матчі     | Голи      | Матчі | Голи | Матчі  | Голи   |
| --------------------- | ----------------- | ----------------- | --------- | --------- | ----- | ----- | ---------- | ---------- | --------- | --------- | ----- | ---- | ------ | ------ |
| Віторія Б (Гімарайнш) | 2016–17           | Друга ліга        | 4         | 0         | —     | —     | —          | —          | —         | —         | —     | —    | 4      | 0      |
| Віторія Б (Гімарайнш) | 2017–18           | Друга ліга        | 0         | 0         | —     | —     | —          | —          | —         | —         | —     | —    | 0      | 0      |
| Віторія Б (Гімарайнш) | 2018–19           | Друга ліга        | 19        | 0         | —     | —     | —          | —          | —         | —         | —     | —    | 19     | 0      |
| Віторія Б (Гімарайнш) | Всього            | Всього            | 23        | 0         | —     | —     | —          | —          | —         | —         | —     | —    | 23     | 0      |
| Віторія (Гімарайнш)   | 2019–20           | Прімейра-ліга     | 8         | 1         | 0     | 0     | 2          | 0          | 4         | 0         | —     | —    | 14     | 1      |
| Віторія (Гімарайнш)   | 2020–21           | Прімейра-ліга     | 30        | 2         | 2     | 0     | 1          | 0          | —         | —         | —     | —    | 33     | 2      |
| Віторія (Гімарайнш)   | 2021–22           | Прімейра-ліга     | 31        | 0         | 1     | 0     | 4          | 0          | —         | —         | —     | —    | 36     | 0      |
| Віторія (Гімарайнш)   | 2022–23           | Прімейра-ліга     | 3         | 0         | 0     | 0     | 0          | 0          | 3         | 0         | —     | —    | 6      | 0      |
| Віторія (Гімарайнш)   | Всього            | Всього            | 72        | 3         | 3     | 0     | 7          | 0          | 7         | 0         | —     | —    | 89     | 3      |
| Валенсія              | 2022–23           | Ла-Ліга           | 34        | 2         | 3     | 0     | —          | —          | —         | —         | 1     | 0    | 38     | 2      |
| Валенсія              | 2023–24           | Ла-Ліга           | 18        | 2         | 0     | 0     | —          | —          | —         | —         | 0     | 0    | 18     | 2      |
| Валенсія              | 2024–25           | Ла-Ліга           | 34        | 0         | 4     | 0     | —          | —          | —         | —         | 0     | 0    | 38     | 0      |
| Валенсія              | Всього            | Всього            | 86        | 4         | 7     | 0     | 0          | 0          | 0         | 0         | 1     | 0    | 94     | 4      |
| Всього за кар'єру     | Всього за кар'єру | Всього за кар'єру | 181       | 7         | 10    | 0     | 7          | 0          | 7         | 0         | 1     | 0    | 206    | 7      |

1. ↑  Кубок Португалії, Кубок Іспанії
2. ↑  Кубок португальської ліги
3. ↑  Матчі в Лізі Європи УЄФА
4. ↑  Матчі в Лізі конференцій УЄФА
5. ↑  Матчі в Суперкубку Іспанії